# Willi Orthofer
Wilhelm „Willi“ Orthofer (* 9. April 1950 in St. Valentin, Niederösterreich; † in der Nacht vom 16. auf den 17. Mai 2010 in Linz) war ein österreichischer Musiker, der die Band Eela Craig mitbegründet hat.

## Leben
1970 gründete Orthofer gemeinsam mit Hubert Bognermayr, Harald Zuschrader, Gerhard Englisch, Horst Waber und Heinz Gerstmair die österreichische Kultband Eela Craig. Die Band blieb bis zum Tod Bognermayrs im Jahr 1999 aktiv.
In der Nacht vom 16. auf den 17. Mai 2010 erlag Orthofer einem Herzversagen.